# Alessandrino, Rom
Alessandrino är Roms tjugotredje quartiere och har beteckningen Q. XXIII. Namnet Alessandrino kommer av Aqua Alexandrina, vilken uppfördes av kejsar Alexander Severus. Quartiere Alessandrino bildades år 1961.

## Kyrkobyggnader
- Ascensione di Nostro Signore Gesù Cristo
- San Giustino
- Cappella delle Ancelle dell'Immacolata
- San Francesco di Sales
- Santa Teresa
- San Tommaso d'Aquino
- Dio Padre Misericordioso

## Bilder
| - San Giustino. - San Francesco di Sales. - Dio Padre Misericordioso. |